# Ивановское кладбище (Рига)
Ива́новское кла́дбище (латыш. Ivana kapi) — кладбище в Риге, на улице Кална, 19. Расположено между улицами Кална, Даугавпилс, Екабпилс и железной дорогой. Территория составляет 16,6 га.

## История
Точная дата основания кладбища неизвестна. Старые захоронения в этом районе имелись у Всехсвятской церкви.
На плане Риги 1650 года католическое кладбище указано на территории от Западной Двины (Даугавы) в районе нынешней улицы Католю. При этом кладбище была католическая часовня. В первой половине XVII века к существующей территории были присоединены дополнительные участки для обустройства старообрядческого и православного кладбищ. Здесь в 1777 году была построена часовня Всех Святых, в 1815 году перестроенная в деревянную Всехсвятскую церковь Благовещенского (Никольского) прихода. По церкви православное кладбище стало именоваться Всехсвятским.
На улице Католю сохранилась кладбищенская сторожка (XIX век?).
В 1851 году кладбищенская Всехсвятская церковь стала приходской. В связи с переполненностью старого кладбища вблизи Всехсвятской церкви у Ивановских ворот был отведён новый обширный участок земли для нового кладбища, получившего название Иоанновского.
В 1866 году на кладбище была построена деревянная часовня Иоанна Предтечи.
В 1882 году по проекту архитектора Яниса Бауманиса была возведена новая кирпичная Всехсвятская церковь, а старая деревянная перенесена на новое Ивановское кладбище. Перенос церкви был осуществлен на пожертвования проживавших здесь владельцев и рабочих Кузнецовской фарфоровой фабрики. В 1889 году по проекту Я. Бауманиса был построен дом причта и подпорная стена вдоль улицы, в 1892—1902 годах по проектам А. Эдельсона и Г. Девендруса — сторожка и забор с воротами.
С 1913 года по проекту архитектора Владимира Лунского велось строительство нового каменного храма, строительство прерывалось Первой мировой войной, революцией и было закончено только в 1934 году архитектором Владимиром Шервинским.
С 1921 года настоятелем Иоанновского прихода был протоиерей Николай Шалфеев.
После кровопролитных боев 30 июня — 1 июля 1941 года на Московском форштадте о. Николаю удалось получить разрешение похоронить убитых солдат-красноармейцев в двух братских могилах, около 150 человек на православной части Иоанновского кладбища, около 800 человек на новом старообрядческом кладбище возле железной дороги. На могилах поставили гранитные обелиски с восьмиконечными крестами (архитектор В. Шервинский). О. Николай был арестован в конце 1941 года гестапо и, выпущенный за три дня до смерти, скончался 28 декабря 1941 года. На кладбище похоронены также погибшие при освобождении Риги в 1944 году, а также умершие в Риге от ран и болезней в 1944—1945 годах, около 1000 могил.

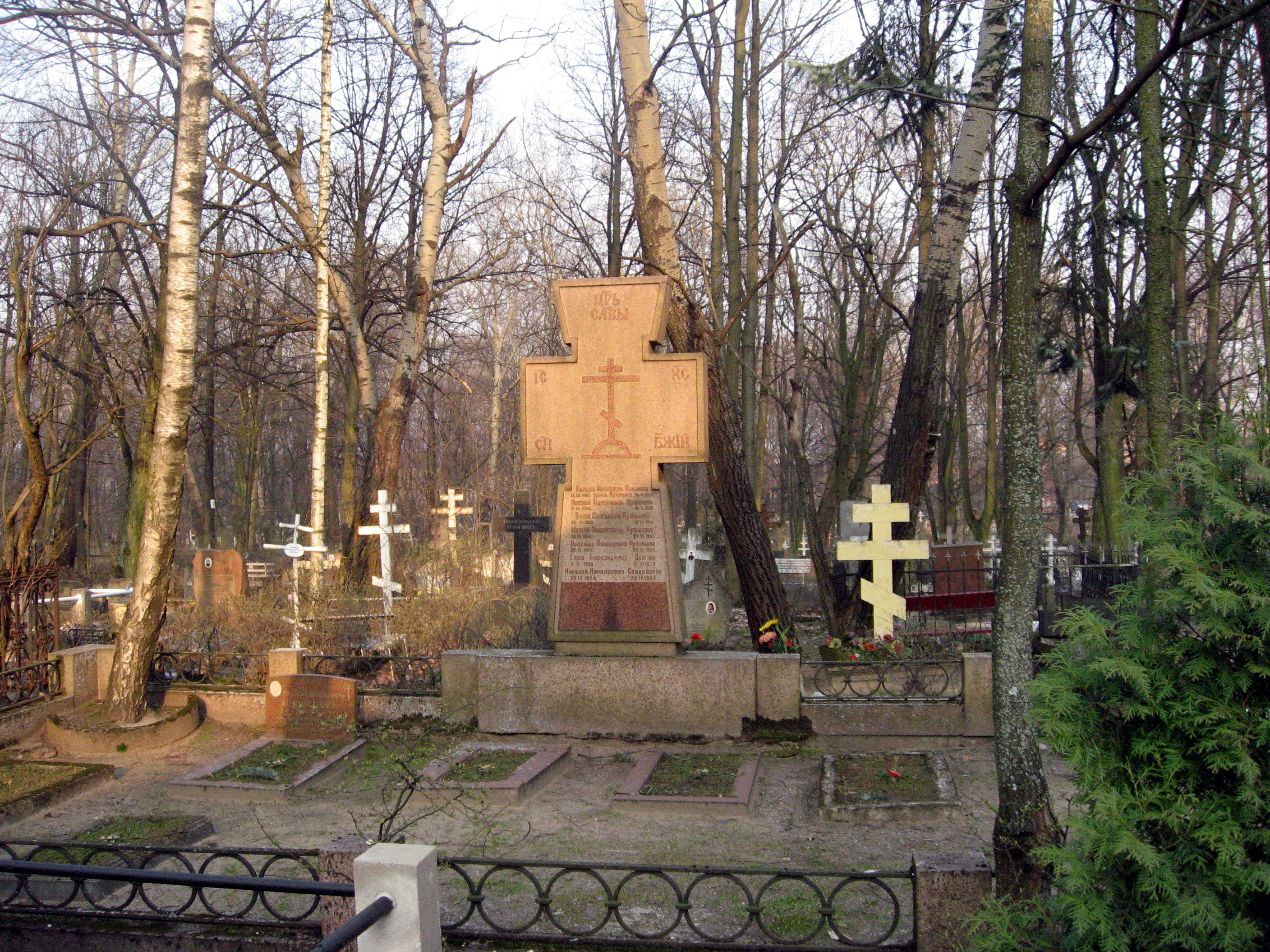
Ивановское кладбище

В 1964 году церковь Казанской иконы Божией Матери была закрыта, а в 1970 году передана в ведение Римско-католической курии и переименована в костел Св. Антония. В 2004 году этот храм был возвращен Латвийской Православной Церкви и освящён во имя св. пророка Иоанна Предтечи. Архитектурный ансамбль кладбища был завершен в 1996 году строительством отдельно стоящей каменной колокольни (архитектор П. Штокманис).

## Известные захоронения
- Протоиерей Николай Шалфеев
- Борис Шалфеев (1891—1935) — известный латвийский журналист, «Рижский Гиляровский».
- семейная могила Кузнецовых[4]
- о. Иоанн Журавский (1867—1964) — известный старец, священник Рижских тюрем, был почитаем как провидец и целитель.
- Владимир Лунский (1862—1920) — синодальный архитектор
- Сергей Жолток (1971—2004) — хоккеист.
- Александр Гаррос (1975—2017) — писатель.
- На Ивановском кладбище покоятся рижские родственники Евгения Евтушенко (Гангнусы)[5].